# Engelska parken
Engelska parken ("il parco inglese"), anche noto come Carolinaparken ("il parco Carolina"), è un parco nel centro storico di Uppsala. Si trova di fronte alla facciata sud-ovest del Carolina Rediviva e confina a sud con l'orto botanico, a ovest con il campus omonimo dell'Università di Uppsala, e a nord con il gamla kyrkogård.

## Storia
La costruzione del parco venne avviata nel 1825, e il parco è costituito da un bosco di alberi decidui. Nel 1854, su iniziativa della fondazione Karl Johans, venne installato nella parte sud del parco un busto di Carlo XIV, scolpito da Bengt Erland Fogelberg. Il 4 novembre vi si tenevano le annuali celebrazioni per il giorno dell'Unione, fino alla sua dissoluzione nel 1905. 
Il parco divenne noto con il nome di Engelska parken verso la fine degli anni 1950, a seguito della canzone schlager Rumba i Engelska parken di Owe Thörnqvist. Nel 1999 venne installato un monumento a Folke Bernadotte, e nel 2005 un suo busto. Il busto è una replica di una scultura del 1997, collocata presso l'Ufficio delle Nazioni Unite a New York e realizzata da Solveyg Schafferer. Nel 2014 venne installato un parco giochi per bambini.
Dal parco prende nome l'omonimo campus dell'Università di Uppsala.

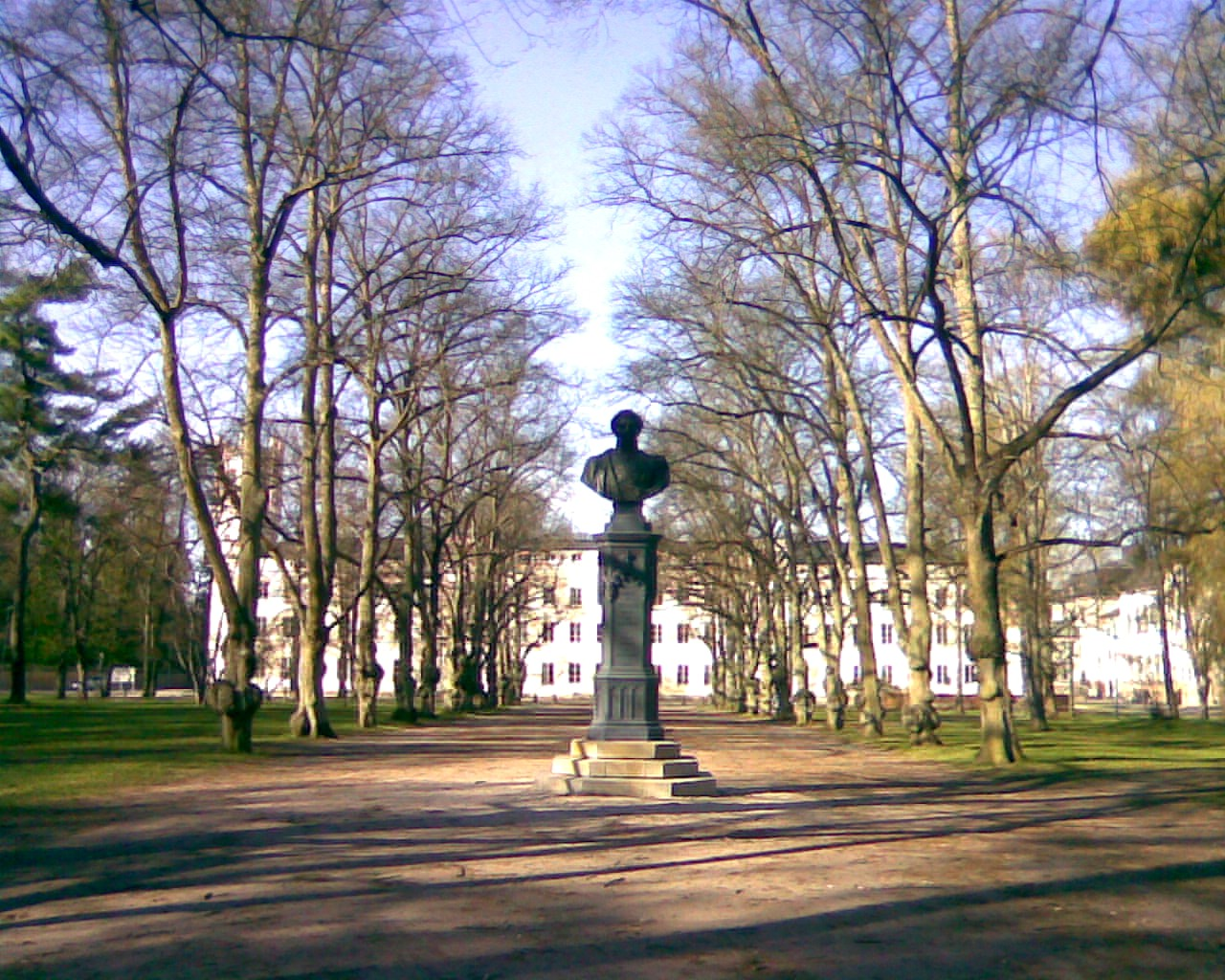
Busto di Carlo XIV
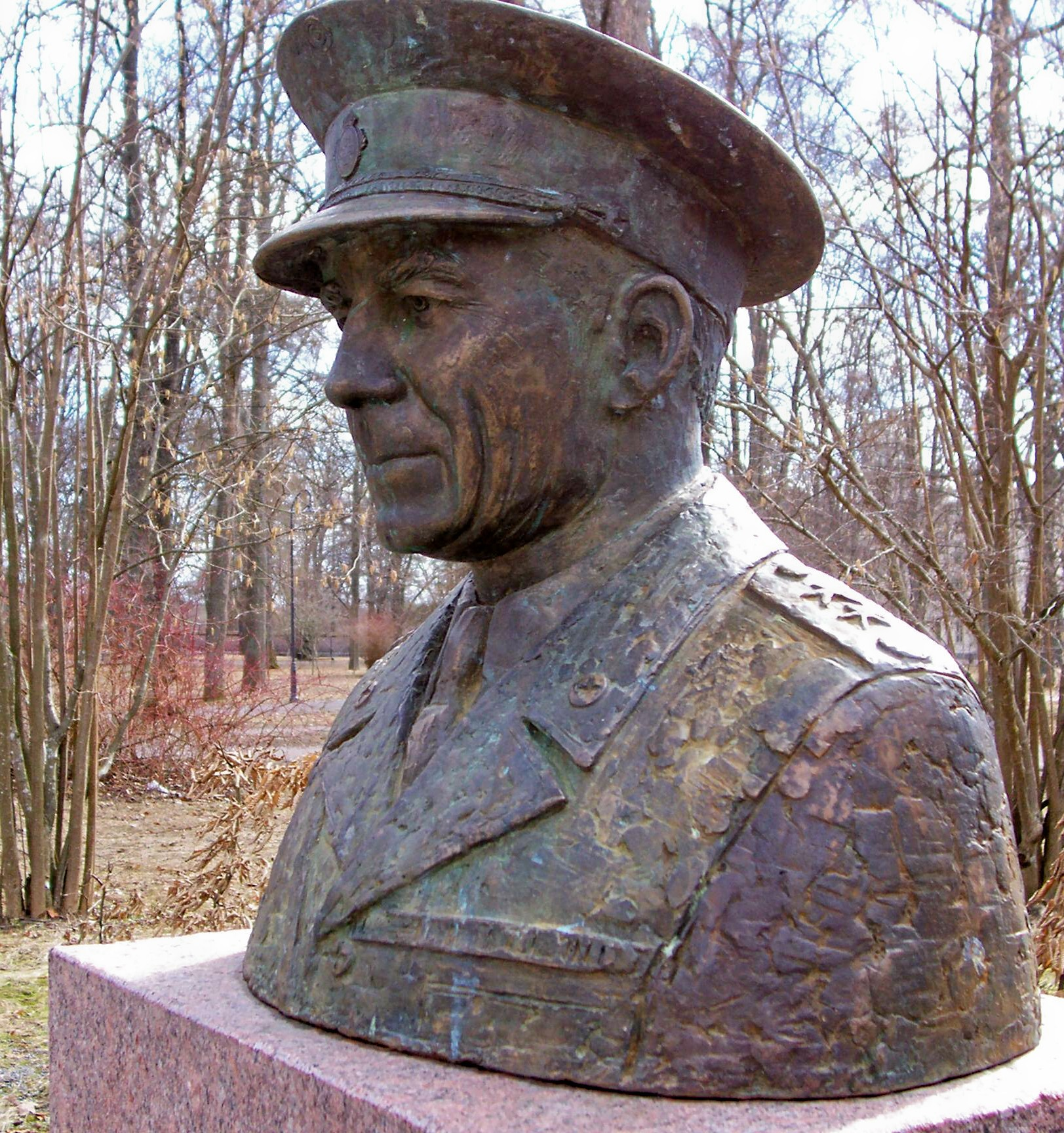
Busto di Folke Bernadotte